# Стадион имени Рамаза Шенгелия
Стадион имени Рамаза Шенгелия — стадион в Кутаиси. Соответствует стандартам УЕФА, является центральным стадионом города Кутаиси и самым вместительным в западной Грузии.
Также на стадионе имеется 400-метровая беговая дорожка вокруг поля, сектор для прыжков и метания. Имеются все условия для проведения соревнования на международном уровне.

## История стадиона
Стадион был спроектирован в 1948 году. Строить начали с 1950 года. Функционировать стадион начал с 1957 года (когда кутаисский «Локомотив» начал выступать в классе «Б»), но полностью достроен не был. Достроен он был ко 2 мая 1962 года, когда команда «Торпедо» (Кутаиси) начала выступать в высшей лиге. В советские времена стадион назывался «Центральный».
24 мая 2010 года арена вновь была открыта после реконструкции. Некоторое время стадион носил имя Гиви Киладзе (в честь кутаисского спортсмена, одного из пионеров развития спортивной жизни в городе). Весной 2015 г. арене присвоено новое название — «стадион имени Рамаза Шенгелия».